# 434 Hungaria
434 Hungaria eller 1898 DS är en asteroid i huvudbältet, som upptäcktes 11 september 1898 av den tyske astronomen Max Wolf. Den har fått sitt namn efter det europeiska landet Ungern.
Asteroiden har en diameter på ungefär 8 kilometer. Den tillhör och har givit namn åt asteroidgruppen Hungaria.